# 智樂堂
智樂堂網路股份有限公司（英語：Zealot Digital International Corp），簡稱智樂堂，是臺灣的電腦遊戲研製、發行公司，舊名為漢堂國際資訊股份有限公司（英語：Dyansty International Information Co., Ltd.），為智冠科技旗下企業。公司發跡於高雄市，由於公司財務方面的問題、幾經波折，被智冠科技收購後，改為現名。
收購前最有名的作品是炎龍騎士團系列和天地劫系列，收購後新代表作品為飄渺之旅Online

## 發行遊戲

### 漢堂時期
- 1992年
  - 大戰略(SLG，自製)
  - 隋唐英雄傳(SLG，自製)
  - 大時代的故事(SLG)
- 1993年
  - 決戰皇陵(ACT，自製)
  - 武林奇俠傳(RPG，自製)
  - 天外劍聖錄(RPG，自製)
  - 風塵三俠之金箭使者(RPG，自製)
  - 火車大戰略(代理)
  - 瘋狂雙響炮(???)
  - 水果大亨(益智)
  - 大戰略Ⅱ(SLG，自製)
- 1994年
  - 夏日物語(AVG)
  - 勇者傳說(RPG，代理-香港亞伯克=AceBrock研發)
  - 炎龍騎士團 邪神之封印(S-RPG，自製)
  - 爆笑三國誌(益智，自製)
  - 魔宮救美-寶石陣(益智)
- 1995年
  - 炎龍騎士團II 黃金城之謎(S-RPG，自製)
  - 王子傳奇(RPG，代理-香港亞伯克=AceBrock研發)
- 1996年
  - 鬼馬小英雄(RPG，自製)
  - 少女夢天使(養成，自製)
  - 爆笑水滸傳(益智)
  - 麻將爭霸(益智)
- 1997年
  - 霸王迷魂車(???)
  - 領國大戰略(SLG)
- 1998年
  - 炎龍騎士團外傳 風之紋章(S-RPG，自製)
  - 炎龍騎士團Ⅰ＆Ⅱ光碟紀念合輯(S-RPG，自製)
- 1999年
  - 天地劫：神魔至尊傳(S-RPG，自製)
- 2000年
  - 疾風少年隊(RPG，自製)
- 2001年
  - 致命武力(S-RPG，自製)
  - 天地劫序傳：幽城幻劍錄(RPG，自製)
- 2002年
  - 致命武力Ⅱ-重生(S-RPG，自製)
  - 阿瑪迪斯戰記(S-RPG，自製)
  - 天地劫外章：寰神結外章(RPG，自製)
- 2007年
  - 炎龍騎士團Online：諸神的契印(已於2010結束營運)

### 智樂堂時期
- 2011年
  - 飄渺之旅Online
- 2012年
  - 古龍爭霸Online
  - 霹靂神州Online
- 2013年
  - 獵命師Online
- 2014年
  - 真古龍群俠傳Online （页面存档备份，存于）
- 2015年
  - 刀龍傳說 Online （页面存档备份，存于）

## 外部連結
- 智樂堂官方網站 （页面存档备份，存于）
- 漢堂國際資訊官方網站 （页面存档备份，存于）